# 慕容夔
慕容 夔（ぼよう き、生没年不詳）は、五胡十六国時代の前秦の人物。昌黎郡棘城県の出身。

## 生涯
前秦に仕え、東中郎将に任じられていた。
386年6月、東晋の荊州刺史桓石民が将軍の晏謙を遣わして、弘農を攻めた。弘農を守っていた慕容夔は降伏した。
これ以後の事績は、史書に記されていない。